# Рудзенець
Рудзенець (пол. Rudzieniec) — село в Польщі, у гміні Мілянув Парчівського повіту Люблінського воєводства. Населення — 134 особи (2011).

## Історія
У часи входження до складу Російської імперії належало до Радинського повіту Сідлецької губернії.
За даними етнографічної експедиції 1869—1870 років під керівництвом Павла Чубинського, у селі переважно проживали польськомовні римо-католики, меншою мірою — українськомовні греко-католики.
У 1975—1998 роках село належало до Білопідляського воєводства.

## Демографія
Демографічна структура станом на 31 березня 2011 року:
|          | Загалом | Допрацездатний вік | Працездатний вік | Постпрацездатний вік |
| -------- | ------- | ------------------ | ---------------- | -------------------- |
| Чоловіки | 67      | 16                 | 44               | 7                    |
| Жінки    | 67      | 14                 | 31               | 22                   |
| Разом    | 134     | 30                 | 75               | 29                   |